# 小行星9892
小行星9892（英語：9892）是一颗围绕太阳公转的小行星。1995年12月27日，小林隆男在大泉天文台发现了此天体。
这颗小行星的绝对星等为290.1000482202652等。